# Gerlando Sciascia
Gerlando Sciascia, detto George from Canada (Cattolica Eraclea, 15 febbraio 1934 – New York, 18 marzo 1999), è stato un mafioso italiano naturalizzato statunitense che ha ricoperto il ruolo di caporegime all'interno della famiglia Bonanno.
Sciascia è stato il rappresentante della "Sesta Famiglia" a New York ed è stato un importante trafficante di narcotici in Canada e negli Stati Uniti.

## Biografia
Sciascia nacque a Cattolica Eraclea, nella provincia di Agrigento, in Sicilia, nella stessa area in cui operava il boss della Mafia di Montreal, Vito Rizzuto. Nel 1955, Sciascia emigrò a Montreal, nel Quebec, Canada, per poi trasferirsi negli Stati Uniti, a New York, tre anni dopo, nel 1958.
La sua attività principale si trovava in una piccola gioielleria nel Bronx. A metà degli anni '70, Sciascia si era stabilito a New York con la fazione siciliana, i cosiddetti "zip", della famiglia Bonanno. Tuttavia, grazie alla sua formazione siciliana, Sciascia aveva anche forti legami con il gruppo Bonanno di Montreal, che includeva Rizzuto. In quel periodo, la leadership dei Bonanno considerava i Rizzuto e il gruppo di Montreal come sotto la loro ferma direzione e controllo.

## Carriera criminale
Il 5 maggio 1981, Sciascia partecipò agli omicidi dei capi dissidenti della famiglia Bonanno, Dominick "Big Trin" Trinchera, Alphonse "Sonny Red" Indelicato e Philip "Lucky" Giaccone, avvenuti in un club sociale della famiglia Gambino a Dyker Heights, Brooklyn. Rizzuto arrivò da Montreal con due siciliani assoldati per unirsi a Joseph Massino, Salvatore Vitale e Sciascia. Sciascia scortò i tre capi ribelli all'interno del club. Una volta dentro, segnalò l'inizio dell'attacco passando lentamente le dita tra i capelli. A quel punto, gli uomini scattarono fuori da un armadio e iniziarono a sparare. Durante il massacro, Salvatore Vitale vide Sciascia sparare a Indelicato alla testa. Quando i tre capi furono morti, Sciascia e i suoi siciliani lasciarono rapidamente l'edificio, lasciando il compito di ripulire la scena a Vitale e agli altri.

### Traffico di narcotici
Nel 1983, Sciascia fu accusato di aver tentato di trasportare 46 chilogrammi di eroina dal Canada agli Stati Uniti. Per evitare l'accusa, fuggì a Montreal. Negli anni '80, mentre viveva a Montreal, Sciascia svolgeva il ruolo di intermediario tra la famiglia criminale Rizzuto e la famiglia Bonanno di New York, gestendo il traffico di droga tra i due paesi. A New York, lavorava a stretto contatto con i mafiosi della famiglia Gambino, Gene Gotti e John Carneglia. Nel 1986, Sciascia fu arrestato dalla Royal Canadian Mounted Police in relazione alle accuse di traffico di droga negli Stati Uniti.
Nel 1988, dopo due anni di custodia in Canada per contrastare l'ordine di estradizione, Sciascia fu deportato negli Stati Uniti. Arricchito dai guadagni ottenuti dal traffico di eroina, Sciascia avviò una piccola impresa edile nel Bronx. Il 9 febbraio 1990, Sciascia fu assolto dalle accuse di traffico di narcotici a New York. Il testimone di governo Sammy Gravano dichiarò successivamente che la famiglia Bonanno aveva pagato 10.000 dollari a un giurato per impedire la condanna di Sciascia.
Nel luglio 1991, Sciascia fece domanda al governo canadese per essere riammesso in Canada, basando la sua richiesta sulla residenza di suo figlio Joseph a Montreal. Nel 1997, dopo una lunga battaglia legale, il Citizenship and Immigration Canada dichiarò Sciascia persona non gradita, negandogli la riammissione in Canada.

### Dispute interne
Negli anni '90, i rapporti tra Massino e Sciascia iniziarono a deteriorarsi. Sciascia stava diventando più indipendente da Massino e sempre più allineato con Vito Rizzuto. Con l'arricchirsi e il rafforzarsi di Rizzuto, questi divenne meno incline a deferire tutte le decisioni ai Bonanno.
Il 30 aprile 1992, il principale luogotenente di Sciascia in Canada, Joseph LoPresti, fu trovato morto con un colpo di pistola in un parcheggio di Montreal. LoPresti, un uomo d'onore della famiglia Bonanno, fu ucciso senza alcuna preavviso o approvazione da parte della leadership dei Bonanno a New York. Sciascia difese l'omicidio davanti a Salvatore Vitale, giustificandolo con il fatto che LoPresti era diventato dipendente dalle droghe.
In un'altra occasione, quando Rizzuto rifiutò di inviare un gruppo di sicari a New York per uccidere il bersaglio dei Bonanno, Robert Perino, Sciascia infuriò Massino schierandosi nuovamente con Rizzuto. Quando il capo dei Bonanno, Anthony Graziano, un lealista di Massino, apparve visibilmente sotto l'effetto di droghe durante una riunione, Sciascia iniziò a raccontare ad altri membri della famiglia Bonanno che Graziano era un tossicodipendente. Quando il nuovo boss della famiglia, Joseph Massino, venne a sapere delle lamentele di Sciascia e che quest'ultimo stava sfidando la sua autorità, Massino, in preda a un eccesso di gelosia, decise di farlo uccidere.

## Morte
All'inizio del 1999, durante una festa per l'anniversario di matrimonio, Massino inviò questo messaggio a Salvatore Vitale:
George deve andare.
Il piano era che il capo Patrick DeFilippo invitasse Sciascia a un incontro per risolvere un conflitto in corso con Graziano riguardo a un racket della marijuana. Massino voleva che l'omicidio di Sciascia sembrasse un affare di droga andato storto, per evitare attriti con i Rizzuto.
Il 18 marzo 1999, Sciascia ricevette un biglietto nel suo negozio di gioielli in cui gli si chiedeva di incontrare DeFilippo a Manhattan. Lì, DeFilippo gli disse che sarebbero andati in altro luogo a Lakeville, New York, e i due uomini furono prelevati dal mafioso John Spirito. Mentre Spirito guidava il veicolo, DeFilippo sparò a Sciascia sette colpi, uccidendolo. I killer poi si diressero verso Mott Avenue, dove abbandonarono il corpo di Sciascia. Un passante vide l'accaduto e chiamò immediatamente la polizia.

### Conseguenze
In vacanza in Messico, Massino si incontrò immediatamente con ciascuno dei capi della famiglia Bonanno per dire loro che non sapeva cosa fosse successo a Sciascia e ipotizzò che fosse stato un affare di droga andato male. Tuttavia, in privato, Massino avrebbe commentato:
Se l'è cercata per avermi detto come gestire la famiglia.
Il 30 luglio 2004, Massino fu condannato per sette omicidi, incluso l'omicidio di Sciascia. Con i pubblici ministeri intenzionati a chiedere la pena di morte, Massino si offrì rapidamente di diventare testimone del governo. Il 23 giugno 2005, Massino confessò di aver ordinato l'omicidio di Sciascia, insieme ad altri omicidi e vari crimini. Fu condannato all'ergastolo.
L'11 gennaio 2006, DeFilippo fu accusato di numerosi crimini federali, tra cui l'omicidio di Sciascia. Tuttavia, il 9 maggio 2006, la giuria lo scagionò dall'accusa di omicidio.